# 大久保弘司
大久保 弘司（おおくぼ ひろし、1959年2月4日 - ）は、福岡県田川市出身の元プロ野球選手（内野手）。右投げ右打ち。

## 来歴・人物
下関商業高では、1976年夏の甲子園県予選準々決勝に進むが、柳井高に延長10回惜敗。
1977年のプロ野球ドラフト会議で横浜大洋ホエールズから4位指名を受け入団。1980年に一軍に上がり、翌1981年には二塁手として23試合に先発出場。8月からは20試合に二番打者として起用され、基満男の後継を期待される。しかしその後は打撃面で伸びず、1985年に12試合に先発出場するものの、1987年限りで現役を引退。
二軍では、イースタン・リーグ記録のシーズン13死球を記録するなどガッツ溢れるプレイで期待された。当時の控え選手について、根性（練習）の大久保、野球センス（技術）の清水、頭脳の岩井と並び称された。
引退後は、大洋（横浜）の球団職員を務めていた。のちに退職、一般企業での勤務、また2006年には社会人野球・クラブチームの愛知工業大学OBクラブでのプレーを経て、横浜球団にスカウトとして復職。2013年現在もスカウトを務めている。また、プロ野球マスターズリーグの名古屋80D'sersにも所属していた。
俊足であり、オフの運動会では1500m走で2連覇。菅原文太の大ファンでニックネームは「文太」。野球用具にも文太と書いていた。

## 詳細情報

### 年度別打撃成績
| 年 度     | 球 団     | 試 合 | 打 席 | 打 数 | 得 点 | 安 打 | 二 塁 打 | 三 塁 打 | 本 塁 打 | 塁 打 | 打 点 | 盗 塁 | 盗 塁 死 | 犠 打 | 犠 飛 | 四 球 | 敬 遠 | 死 球 | 三 振 | 併 殺 打 | 打 率 | 出 塁 率 | 長 打 率 | O P S |
| --------- | --------- | ----- | ----- | ----- | ----- | ----- | -------- | -------- | -------- | ----- | ----- | ----- | -------- | ----- | ----- | ----- | ----- | ----- | ----- | -------- | ----- | -------- | -------- | ----- |
| 1980      | 大洋      | 20    | 20    | 19    | 1     | 3     | 0        | 0        | 0        | 3     | 2     | 0     | 0        | 0     | 0     | 1     | 0     | 0     | 6     | 1        | .158  | .200     | .158     | .358  |
| 1981      | 大洋      | 65    | 134   | 114   | 9     | 30    | 6        | 0        | 0        | 36    | 7     | 0     | 3        | 7     | 1     | 5     | 0     | 7     | 16    | 2        | .263  | .331     | .316     | .646  |
| 1982      | 大洋      | 59    | 55    | 41    | 5     | 9     | 2        | 0        | 0        | 11    | 4     | 1     | 0        | 3     | 1     | 4     | 0     | 6     | 8     | 1        | .220  | .365     | .268     | .634  |
| 1983      | 大洋      | 48    | 40    | 34    | 7     | 7     | 3        | 0        | 0        | 10    | 2     | 0     | 0        | 2     | 0     | 2     | 0     | 2     | 7     | 2        | .206  | .289     | .294     | .584  |
| 1985      | 大洋      | 55    | 62    | 53    | 8     | 12    | 0        | 0        | 2        | 18    | 5     | 0     | 0        | 2     | 1     | 4     | 0     | 2     | 9     | 0        | .226  | .300     | .340     | .640  |
| 1986      | 大洋      | 12    | 10    | 9     | 0     | 0     | 0        | 0        | 0        | 0     | 1     | 0     | 0        | 0     | 1     | 0     | 0     | 0     | 4     | 1        | .000  | .000     | .000     | .000  |
| 通算：6年 | 通算：6年 | 259   | 321   | 270   | 30    | 61    | 11       | 0        | 2        | 78    | 21    | 1     | 3        | 14    | 4     | 16    | 0     | 17    | 50    | 7        | .226  | .306     | .289     | .595  |

### 記録
- 初出場：1980年8月6日、対広島東洋カープ14回戦（横浜スタジアム）、9回裏に福嶋久晃の代走で出場
- 初安打：1980年8月17日、対広島東洋カープ17回戦（広島市民球場）、8回表に田中由郎の代打で出場、江夏豊から
- 初打点：1980年9月18日、対読売ジャイアンツ26回戦（横浜スタジアム）、9回裏に斉藤明雄の代打で出場、角三男から逆転サヨナラ2点適時打
- 初先発出場：1980年9月21日、対中日ドラゴンズ22回戦（ナゴヤ球場）、7番・二塁手で先発出場
- 初本塁打：1985年5月6日、対広島東洋カープ6回戦（広島市民球場）、8回表に川端順から2ラン

### 背番号
- 45 （1978年 - 1987年）